# 2 fete falite
2 fete falite (engleză: 2 Broke Girls) este un serial de televiziune american de tip sitcom care a debutat pe CBS în anul 2011. Acțiunea urmărește încercările repetate de a se îmbogăți a două fete cu o situație financiară dificilă. Cele două colege de apartament, Max (Kat Dennings) și Caroline (Beth Behrs), fac eforturi să pornească o afacere cu prăjituri. Serialul a fost anulat după 6 sezoane.

## Rezumat

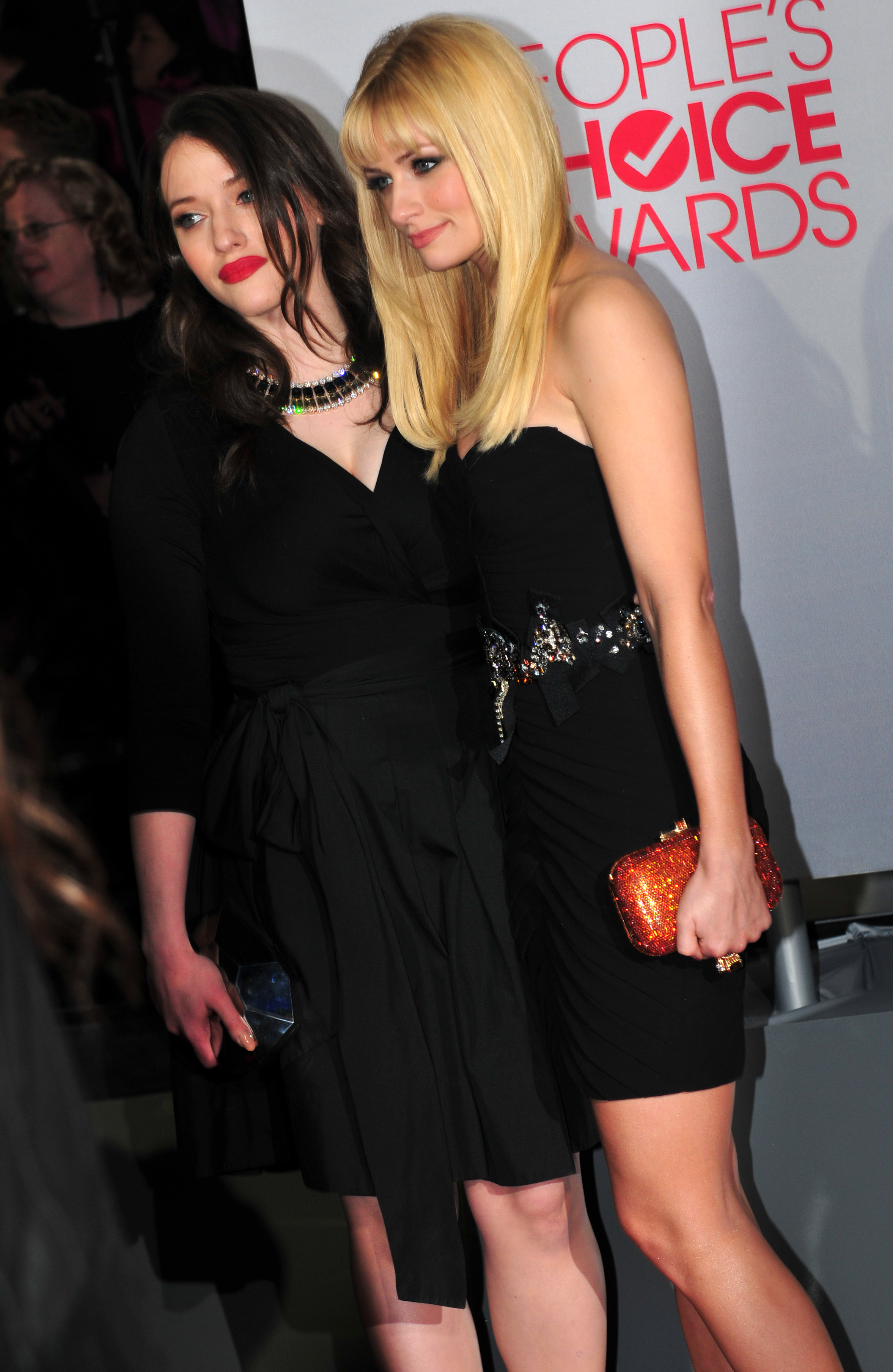
Dennings și Behrs la People's Choice Awards, ianuarie 2012.

Acțiune plasată în cartierul Williamsburg, Brooklyn din orașul New York, serialul prezintă viața a două chelnerițe. Max, care este săracă și fară speranță să avanseze iar Caroline, care era bogată, însă tatăl ei a fost arestat și privat de toată averea dobândită. Considerăndu-se o femeie de afaceri, o convinge pe Max să deschidă o mică cofetărie. În primul sezon Max este și dădacă a gemenilor lui Peach Landis, care adoptă calul lui Caroline, Chestnut, deoarece nu îl mai pot întreține. 
La finalul fiecărui episod este afișat câți bani au reușit să strângă pentru a-și deschide afacerea. În al doilea sezon, Sophie le împrumută 20,000$ pentru a începe, însă fetele sunt nevoite să vândă magazinul cu suficienți bani doar ca să își plătească datoria. În urma controlului sanitar-veterinar, restaurantul primește calificativul B, deoarece o singură cameră care era menită pentru spălarea vaselor, era complet abandonată. În acea cameră, cele doua fete au văzut locul perfect unde vor încerca iar afacerea cu prăjiturile.

## Personaje
- Han Lee - deținătorul restaurantului, de origine koreană. Este mereu batjocorit de faptul că este foarte scund și nu reușește să-și găsescă o prietenă.
- Oleg - bucătarul pervers, care mereu încearcă să seducă chelnerițele. În final dezvoltă o atracție pentru Sophie cu care are o relație bazată pe sex.
- Sophie - imigrantă de origine poloneză care deține o afacere proprie.
- Earl - casierul în vârstă de 75 de ani, care a fost cântăreț de jazz, iar Max îl consideră tatăl ei.

#### Difuzare
Când a debutat, serialul a fost urmărit de 19.2 milioane de vizitatori și a obținut ratingul de 7.1, iar mai târziu 8.1.
În 11 ianuarie 2011, 2 fete falite a câștigat „Favorite New TV Comedy” la People's choice awards. 
Un nou sezon 2 Fete Falite va începe în luna octombrie 2013.
| Sezon | Episoade | Interval de timp (ET)                    | Premiră            | Premiră                               | Final       | Final                              | Sezon TV | Indicii Nielsen | Indicii Nielsen                        | Indicii Nielsen       |
| Sezon | Episoade | Interval de timp (ET)                    | Dată               | Telespectatori premieră (in millions) | Dată        | Telespectatori final (in millions) | Sezon TV | Loc             | Telespectatori americani (în milioane) | Rating (adulți 18–49) |
| ----- | -------- | ---------------------------------------- | ------------------ | ------------------------------------- | ----------- | ---------------------------------- | -------- | --------------- | -------------------------------------- | --------------------- |
| 1     | 24       | Monday 9:30 pm (premiere) Monday 8:30 pm | 19 septembrie 2011 | 19.37                                 | 7 mai 2012  | 8.99                               | 2011–12  | #32             | 11.29                                  | 4.4/11                |
| 2     | 24       | Monday 9:00 pm                           | 24 septembrie 2012 | 10.14                                 | 13 mai 2013 | 8.94                               | 2012–13  | #30             | 10.63                                  | 3.7/9                 |